# Bzów
Bzów – część Zawiercia, dawna wieś w Polsce położona w województwie śląskim, w powiecie zawierciańskim.

## Historia
Wieś Bzów istniała już w XIV w. i była własnością szlachecką. Bzowski z Bzowa miał herb Pilawa. W 1349 roku dziedzicami Bzowa byli komornicy Miczko i Marcin – nazwani Pankami. Później wieś należała do Bonerów, Firlejów, Warszyckich. Z Bzowa wywodzi się rodzina Janotów Bzowskich herbu Ostoja, która później przez pomyłkę zmieniła herb na Nowina. W 1977 roku wieś została przyłączona do Zawiercia.

## Bzów współcześnie
W Bzowie istnieje Miejska szkoła podstawowa nr 14 i parafia św. Wojciecha BM w Zawierciu.

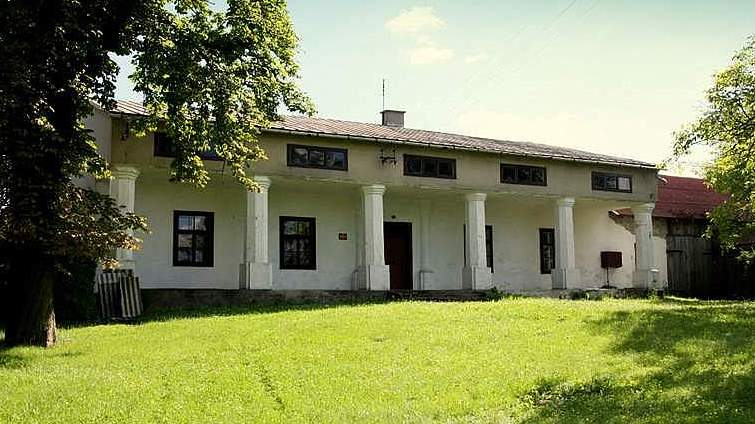
Dwór wzniesiony na przełomie XVIII i XIX
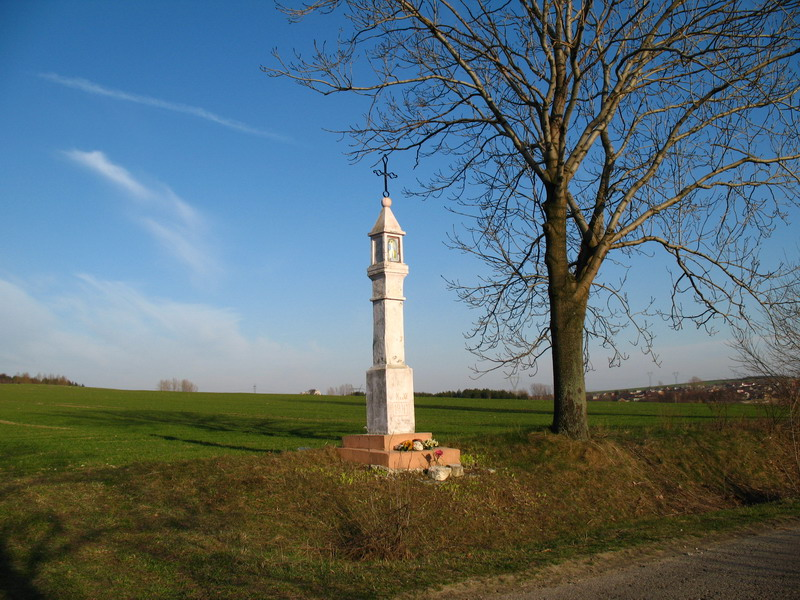
Kapliczka przy drodze do Kromołowa (1941r)
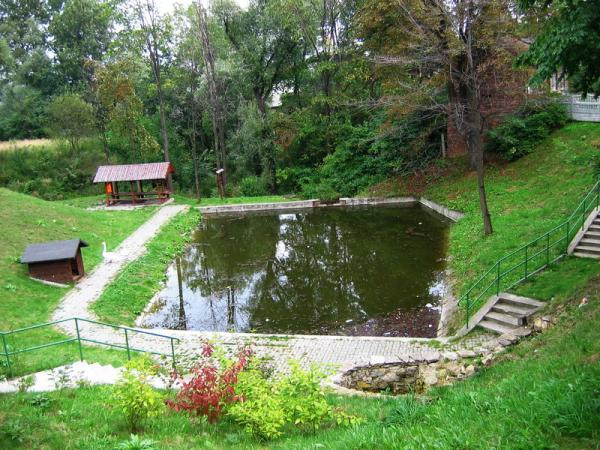
Źródła Czarnej Przemszy w Bzowie
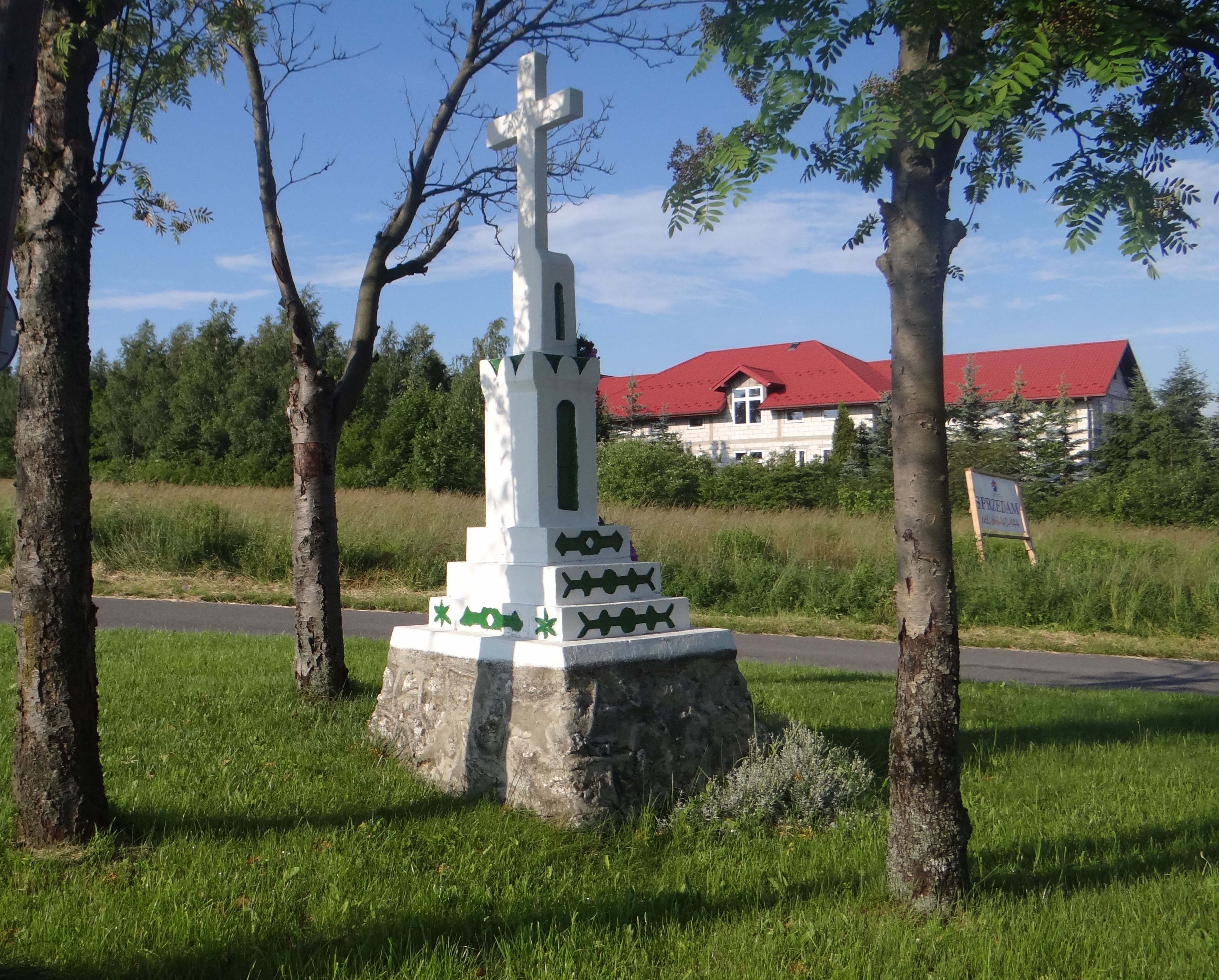
Kapliczka
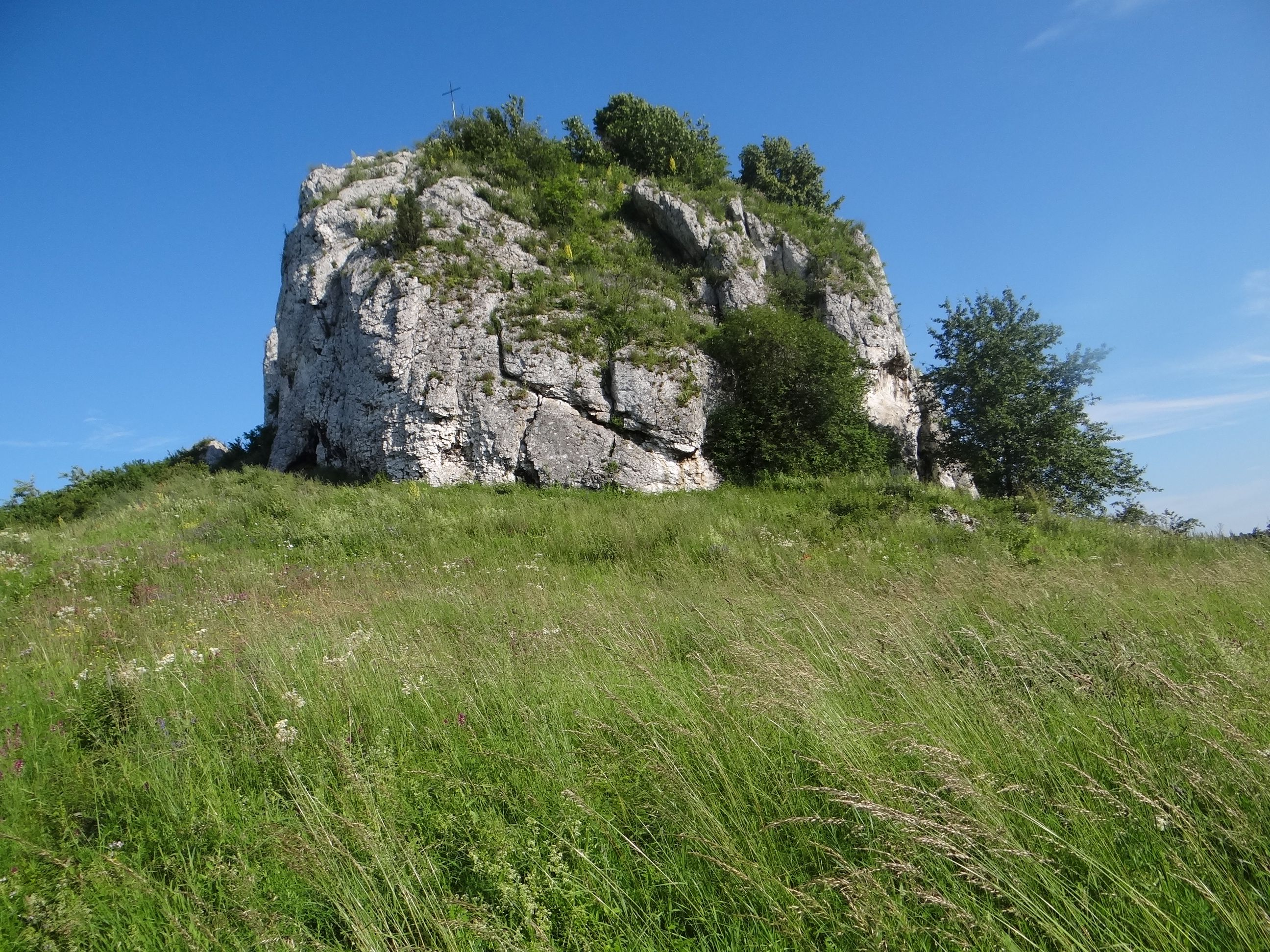
Skała Rzędowa

## Atrakcje turystyczne
- Jednym z zabytków jest dwór wzniesiony na przełomie XVIII i XIX w. Na strychu dworu zachowała się belka z datą 1738[2]. Po przebudowie nie przypomina pierwotnej postaci. Zachowały się również resztki czworaków.
- W Bzowie ma źródło rzeka Czarna Przemsza. We wsi znajduje się obudowane źródło z alejką i ławkami
- Na polach wznosi się Skała Rzędowa będąca popularnym obiektem wspinaczki skalnej[5]. Obok skały jest wiata z ławkami
- Zabytkowe kapliczki